# 오케타니 유방관리법
오케타니 유방관리법(Oketani Breast Method)은 일본에서 시작된 유방 관리법의 하나로 통곡 유방 관리법이라고도 한다. 이 유방 관리법은 수유부가 고통 없이 모유수유를 할 수 있도록 도와주는 유방 관리 손기술이다. 일본에서 시작된 유방관리손기술은 2004년 국내에서는 유일하게 현재 오케타니모유육아상담실 대표원장이자 간호학박사인 조정숙씨가 교육을 받고 국내에 보급하였다.

## 효과와 근거
오케타니 유방관리법은 유방과 대흉근막 사이의 결합조직인 기저부의 유착상태를 개선하여 유선 내 혈액의 순환을 촉진하고 막힌 유관을 열어 젖 생성과 배출을 원활하게 한다. 이 방법을 통해 유방뿐만 아니라 인접한 흉부와 어깨부분의 통증이 사라지고, 가벼워 진다는 느낌이 생기고, 신생아의 젖을 먹는 속도와 양도 증가할 수 있다. 이 방법은 모유의 총 단백질, 총 지질을 증가시킬 수 있으며, 산모의 유방내의 정맥혈의 순환이 개선시켜 유방통증을 줄이고 신생아의 젖을 빠는 속도를 증가시킬 뿐 아니라 유즙의 pH도 증가시켰다.
또한 저체중아를 출산하여 직접 모유수유를 하지 못하는 산모들에게는 오케타니 유방관리법을 적용하여 유방불편감을 줄이고, 지방과 칼로리가 높은 모유를 얻을 수 있었다.

## 오케타니 소토미
오케타니 소토미(桶谷 そとみ, Oketani Sotomi)(1913-2004)는 일본의 조산사이다.
오케타니 소토미는 제2차 세계대전 중에 만주 지역에서 조산원을 운영했다. 이 때 모유부족으로 영양상태가 나쁜 영아들이 목숨을 잃는 것을 자주 목격했다. 전후 도야마 다카오카시에 조산원을 열고 수유부에게 고통을 주지 않고, 모유를 잘 나오게 할 수 있는 방법을 창안했다. 또한 그녀는 엄마의 유방이 건강하고 모유의 질이 좋아야 아이와 엄마 모두 건강하다는 ‘모자 일체성의 원리’를 제창했다. 1980년 4월 오케타니식(통곡식) 유방 치료 수기 연찬회(1981년 통곡식 유방관리법 연찬회로 개칭)을 조직하여 유방관리법 보급에 기여하였다.